# عبد الله الحسن
عبد الله الحسن (10 ديسمبر 1978 -) ممثل سعودي من مواليد منطقة الشرقية في السعودية.

## بدايته
بدا مشواره الفني في سن العشرينات أخرج ثلاث مسرحيات في السعودية وكتابة أشعار مسرحية عيلة اتعملها بلوك ومن ثم شارك في العديد من المسرحيات رعاية الشباب أشتهر بعد أدائه دور الشاعر محسن الهزاني.

## أعماله

### المسلسلات
| السنة | المسلسل                       | بمشاركة                                                    |
| ----- | ----------------------------- | ---------------------------------------------------------- |
| 2002  | ذنبه على جنبه                 |                                                            |
| 2002  | شوية ملح                      | عبدالمحسن النمر، غادة الفيحاني، عبدالعزيز جاسم، طارق العلي |
| 2003  | درب المحبة                    |                                                            |
| 2003  | صرخة يتيم                     |                                                            |
| 2004  | الارملة                       |                                                            |
| 2005  | ويبقى                         |                                                            |
| 2005  | مجاديف الامل                  | عبد الله الربيع، حبيب الحبيب، محفوظ المنسف، راشد الورثان   |
| 2005  | نهاية طريق                    |                                                            |
| 2007  | فواصل                         | بدور عبدالله، أميرة محمد، لطيفة المجرن                     |
| 2008  | حارتنا حلوة                   | جميل القحطاني، بشير غنيم، محفوظ المنسف، سمير الناصر        |
| 2008  | محسن الهزاني أمير الحب والحرب | ناصر عبدالرضا، شهد ياسين، مريم الغامدي، طلال السدر         |
| 2008  | لا يأس مع الحياة              |                                                            |
| 2009  | الساكنات في قلوبنا            | ريم عبدالله، لمياء طارق، مروة محمد، حبيب الحبيب            |
| 2015  | القصر الكبير                  | صلاح الملا، باسمة حمادة، إلهام علي                         |
| 2016  | طريق المعلمات                 |                                                            |

### مسرحيات
- مسرحية الجذور
- مسرحية صرخة
- مسرحية أيس في صديق
- مسرحية البحث عن الكنز
- مسرحية الحائط

### أفلام
ظهر في فيلم واحد حتي الآن وهو فيلم تزهر الأشواك 2015.